# The Innocent
Pour les articles homonymes, voir Innocent.
The Innocent est un seinen manga scénarisé par Jun'ichi Fujisaku sur une idée originale d'Avi Arad et dessiné par Ko Yasung. Il est prépublié dans le magazine Comic Blade et publié par l'éditeur Mag Garden en un volume relié sorti en juin 2011. La version française est éditée par Ki-oon en un tome sorti en avril 2011.

## Personnages
Ash J. Whirt
Angel
Joshua
Rain
Dia
Farme

## Manga
Avi Arad, producteur de cinéma et codirecteur de Marvel Entertainment, avait développé l'idée originale du manga depuis plusieurs années avant de collaborer avec Production I.G et Mag Garden pour la mettre en œuvre. Le scénario est finalement adapté par Jun'ichi Fujisaku et dessiné par Ko Yasung.

### Publication
| no | Japonais       | Japonais      | Français       | Français          |
| no | Date de sortie | ISBN          | Date de sortie | ISBN              |
| -- | -------------- | ------------- | -------------- | ----------------- |
| 1  | 10 juin 2011   | 9784861278501 | 28 avril 2011  | 978-2-35592-250-3 |

### Édition japonaise
Mag Garden
1. 1 2  (ja) « Tome 1 », sur manga-news.com

### Édition française
Ki-oon
1. 1 2  (fr) « Tome 1 »